# Typhlodromips sessor
Typhlodromips sessor är en spindeldjursart som först beskrevs av De Leon 1962.  Typhlodromips sessor ingår i släktet Typhlodromips och familjen Phytoseiidae. Inga underarter finns listade i Catalogue of Life.